# Marina Baura
Marina Baura (sinh ngày 1 tháng 11 năm 1941) là diễn viên các bộ phim thể loại telenovela người Venezuela.

## Đầu đời
Tên khai sinh: Julia Pérez. Bà sinh ra tại Galicia, Tây Ban Nha. Năm 1956, khi 15 tuổi, bà cùng cha mẹ và anh trai tên là Jesús chuyển đến và sinh sống tại Venezuela. bà bắt đầu tham gia làm phim chuyên nghiệp vào đầu những năm 60 của thế kỉ XX với tư cách là người mẫu trong chương trình El Show de Renny, một chương trình tạp kỹ nổi tiếng sản xuất bởi Renny Ottolina và phát sóng vào Radio Caracas Televisión.
Bà tham gia nghiên cứu nghệ thuật kịch dưới sự chỉ đạo của Paul Antillano. Bộ phim đầu tay của bà là series Casos y cosas de casa, được phát sóng trên Venevisión TV. Sau đó, bà hợp tác với Simón Díaz trong phim sitcom La Quinta de Simón.

## Sự nghiệp sản xuất phim chuyên nghiệp
Baura đảm nhận vai nhân vật chính trong phim Lucecita (1967), và bà được đánh giá cao. Sau đó bà tiếp tục đóng nhân vật chính trong nhiều bộ phim, bao gồm La señorita Elena (1967), Rosario (1968), Lisa, mi amor (1969) và De turno con la angustia (1969).
Năm 1970, bà làm việc taị đài RCTV, Baura đóng nhiều bộ phim thể loại telenovela như Cristina (1970), La virgen ciega (1970). Đặc biệt, bà còn đảm nhận 2 vai trong bộ phim La usurpadora (1971). Bà cũng đảm nhận đóng 2 vai trong các bộ phim như La italianita (1973), La indomable (1974), và Valentina (1975).
Các bộ phim Resurrección (1977), Silvia Rivas divorciada (1977), TV Confidencial (1977), Mabel Valdez, periodista (1978), Natalia de 8 a 9 (1980), Chao Cristina (1983) và Muros del silencio (1983) cũng là những thước phim mà bà đóng góp cho ngành điện ảnh.
Băn 1974 RCTV phát sóng Doña Bárbara (dựa tên tiểu thuyết cùng tên của tác giả Rómulo Gallegos), người viết kịch bản là José Ignacio Cabrujas. Baura đã được chọn đóng vai diễn trung tâm. Phiên bản Doña Bárbara của đài RCTV chính là chương trình TV màu đầu tiên được sản xuất tại Venezuela, cũng như bộ phim thể loại telenovela đầu tiên được phát sóng ở châu Âu.
Baura nghỉ hưu năm 1984. Tuy vậy, năm 1990, bà trở lại diễn diễn xuất vào năm 1990 theo lời mời của Cabrujas. Bà thực hiện vai diễn Emperatriz Jurado, nhân vật trung tâm trong bộ phim Emperatriz do Marte TV sản xuất và RCTV phát sóng. Năm 2003, bà là khách mời đặc biệt trong vở opera xa phòng mang tên Cosita Rica.
Một số bộ phim bà tham gia diễn xuất: Yo, el gobernador (1965), El reportero (1968), La viuda blanca (1970), Bodas de papel.

## Đời tư
Baura cưới Hernán Pérez Belisario và có một con gái Mónica Pérez Pérez. Họ ly hôn vào năm 1992.
Hiện nay bà sống ở Caracas.

## Danh sách phim

### Phim
| Năm  | Tựa đề            | Vai diễn         | Chú ý           |
| ---- | ----------------- | ---------------- | --------------- |
| 1965 | Yo, el gobernador |                  | Bộ phim đầu tay |
| 1968 | El reportero      |                  |                 |
| 1970 | La viuda blanca   | Carlota Castelar |                 |
| 1979 | Bodas de papel    | Người vọe        |                 |

### Truyền hình
| Năm  | Tựa đề                   | Vai diễn                        | Chú ý            |
| ---- | ------------------------ | ------------------------------- | ---------------- |
| 1967 | Lucecita                 | Lucecita                        | Vai diễn chủ đạo |
| 1967 | La Señorita Elena        | Elena                           | Vai diễn chủ đạo |
| 1968 | Rosario                  | Rosario                         | Vai diễn chủ đạo |
| 1969 | De turno con la angustia |                                 |                  |
| 1969 | Lisa, mi amor            | Lisa                            | Vai diễn chủ đạo |
| 1970 | Cristina                 | Cristina                        | Vai diễn chủ đạo |
| 1971 | La usurpadora            | Alicia / Rosalba                | Vai diễn chủ đạo |
| 1972 | La indomable             | Maricruz                        | Vai diễn chủ đạo |
| 1973 | La italianita            | Rina                            | Vai diễn chủ đạo |
| 1974 | Doña Bárbara             | Doña Bárbara                    | Vai diễn chủ đạo |
| 1975 | Valentina                | Valentina Montiel / Sonia Gámez | Vai diễn chủ đạo |
| 1977 | Silvia Rivas, Divorciada | Silvia Rivas                    | Vai diễn chủ đạo |
| 1977 | Tv Confidencial          |                                 | Vai diễn chủ đạo |
| 1977 | La señora de Cárdenas    | Silvia Rivas                    | Vai diễn chủ đạo |
| 1979 | Mabel Valdez, periodista | Mabel Valdez                    | Vai diễn chủ đạo |
| 1980 | Natalia de 8 a 9         | Natalia                         | Vai diễn chủ đạo |
| 1990 | Emperatriz               | Emperatriz                      | Vai diễn chủ đạo |
| 2003 | Cosita rica              | Tentación Luján                 | Vai diễn chủ đạo |
| 2006 | Soltera y sin compromiso | Yolanda de Maldonado            | Phim truyền hình |